# Kettly Mars
Kettly Pierre Mars (Puerto Príncipe, 3 de septiembre de 1958) es una escritora haitiana.

## Biografía
Es la benjamina de cuatro hermanos. Tras egresar en clásicas, comenzó sus estudios en administración, trabajando como administrativa unos años.
Comenzó a escribir en los años 1990.

## Premios
- 1996: Prix Jacques-Stephen Alexis
- 2006: Prix Senghor
- 2011: Bourse Barbancourt
- 2011: Premio Príncipe Claus
- 2015 :Prix Ivoire

## Novelas
- 2003: Kasalé
- 2005: L'heure hybride
- 2008: Fado
- 2010: Saisons sauvages
- 2011: Le prince noir de Lillian Russell, con Leslie Péan
- 2013: Aux Frontières de la soif, sobre el terremoto de Haití de 2010
- 2015: Je suis vivant
- 2018: L'Ange du patriarche